# 丘魯魯約山
10°56′03″S 76°36′28″W / 10.93417°S 76.60778°W
丘魯魯約山（Chururuyuq），是秘魯的山峰，位於該國中南部利馬大區，由瓦烏拉省的聖萊昂諾爾區負責管轄，屬於安地斯山脈的一部分，海拔高度5,320米。